# Ferdinando Sordelli

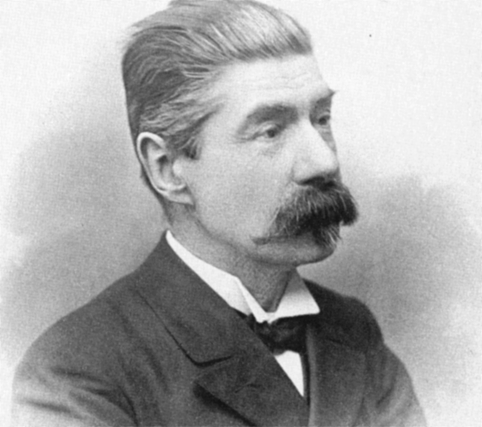
Ferdinando Sordelli

Ferdinando Sordelli  (Milão, 12 de dezembro de 1837 – Milão, 17 de janeiro de 1916) foi um ilustrador e naturalista italiano.
Começou a trabalhar com Giorgio Jan (1791-1866) em 1857 no Museu de História Natural de Milão, como assistente temporário, mas depois de algum tempo, em 1865, passou a permanente. Jan, antigo professor de Sordelli, recrutou-o para o ajudar na realização de uma enciclopédia sobre espécies animais, que compreendia cinquenta tomos, tarefa que cumpriu com a maior vitalidade e rigor, tendo sido uma mais valia para Jan.
Jan faleceu em 1866 e foi Sordelli quem assegurou a publicação da obra. Esta era constituida por mais de 8500 desenhos, muitos feitos por Sordelli.
Para além deste trabalho com Jan, Sordelli fez vários estudos sobre zoologia e paleontologia, sendo notáveis os seus trabalhos sobre fósseis vegetais.